# Myron van Brederode
Myron van Brederode, né le 6 juillet 2003 à Hoofddorp aux Pays-Bas, est un footballeur néerlandais qui joue au poste d'ailier gauche à l'AZ Alkmaar.

## Biographie

### En club
Né à Hoofddorp aux Pays-Bas Myron van Brederode, est notamment formé par l'AZ Alkmaar. Le 8 juillet 2019 il signe son premier contrat professionnel avec l'AZ, le liant au club jusqu'en juin 2022,. Il joue son premier match en équipe première le 15 mai 2022, lors de la dernière journée de la saison 2021-2022 d'Eredivisie contre le RKC Waalwijk. Il entre en jeu et son équipe s'incline par trois buts à un.
Van Brederode se fait remarquer le 7 août 2022 face au Go Ahead Eagles, lors de la première journée de la saison 2021-2022 d'Eredivisie en inscrivant son premier but en professionnel. Il est titularisé et participe à la victoire de son équipe (2-0),. Le 20 février 2023, van Brederode prolonge son contrat avec l'AZ. Il est alors lié au club jusqu'en juin 2027.
Il est titularisé lors de la demi-finale aller de la Ligue Europa Conférence 2022-2023 face au West Ham United le 11 mai 2023. Son équipe s'incline ce jour-là par deux buts à un.
Le 30 août 2024, Myron van Brederode rejoint le Fortuna Düsseldorf sous la forme d'un prêt d'une saison. Le club dispose d'une option d'achat sur le joueur.

### En sélection
Myron van Brederode représente l'équipe des Pays-Bas des moins de 19 ans en 2021, pour un total de cinq matchs joués et deux buts marqués.
Il joue son premier match avec l'équipe des Pays-Bas espoirs le 12 octobre 2023, face à la Géorgie. Il est titularisé et son équipe l'emporte par trois buts à zéro.